# برادلي باندا
برادلي باندا (بالإنجليزية: Bradley Banda)‏ هو لاعب كرة قدم بريطاني في مركز حراسة المرمى، ولد في 20 يناير 1998 في جبل طارق في المملكة المتحدة. شارك مع منتخب جبل طارق تحت 21 سنة لكرة القدم.

## وصلات خارجية
- برادلي باندا على موقع ريلجم (الإنجليزية)
- برادلي باندا على موقع الاتحاد الدولي (مؤرشف)  (الإنجليزية)
- برادلي باندا على موقع الاتحاد الأوربي (الإنجليزية)
- برادلي باندا على موقع قاعدة بيانات كرة القدم.إي يو (الإنجليزية)
- برادلي باندا على موقع Soccerbase.com (لاعب) (الإنجليزية)
- برادلي باندا على موقع Soccerway.com (الإنجليزية)
- برادلي باندا على موقع عالم كرة القدم.نت (الإنجليزية)